# Joux-la-Ville
Joux-la-Ville település Franciaországban, Yonne megyében. Lakosainak száma 1164 fő (2022. január 1.). Joux-la-Ville Arcy-sur-Cure, Coutarnoux, Grimault, Lucy-le-Bois, Lucy-sur-Cure, Massangis, Nitry, Précy-le-Sec, Sainte-Colombe, Thory és Vermenton községekkel határos.

## Népesség
A település népességének változása:
| Lakosok száma | 1237 | 1239 | 1232 | 1181 | 1152 | 1153 | 1152 | 1151 | 1164 |
|               | 2013 | 2015 | 2016 | 2017 | 2018 | 2019 | 2020 | 2021 | 2022 |